# 库尔特·雨果·施耐特
库尔特·雨果·施耐特（英語：Kurt Hugo Schneider；1988年9月7日—）美国视频编辑师、音乐家、歌手和作词者，主要在YouTube上发布音乐视频。他帮助山姆·徐制作了音乐视频，包括山姆·徐一个人饰演多个角色的音乐混合视频。很多音乐家及歌手欣赏他的音乐混合技术而找他合作。

## 背景
施耐特成长于宾夕法尼亚州费城附近的藍鈴，父母為數學家 Michael Schneider 和視覺藝術家 Laurie S. Auth。他曾经住的地方离山姆·徐只隔了一条街，並在讀初中時认识。他們倆後來都上了威斯康辛高中。他和他姐姐继承了父母亲的德国和奥地利血统。
他在大学階段在耶魯大學數位多媒體中心從事藝術方面工作並開始製作影片。然後於2010年以優異的成績畢業並獲得了數學學位，還被選入了Phi Beta Kappa會（ΦΒΚ會）。库尔特也是一个国际象棋高手，還参加了耶鲁大学的国际象棋队。

## 事业
施耐特和徐的合作从高中就开始了，之后一直延续到他们俩都到了耶鲁。在施耐特入学前的一年，他制作了徐的翻唱MV并且后期制作了混合效果，后来，他还制作了一系列在线音乐（大学音乐片）也同时制作了很多原创歌曲。
他们第一次受到关注是因为制作了翻唱迈克尔·杰克逊的歌曲串烧MV。这个视频在施耐特的YouTube频道的浏览量超过了2,800万。总共有3.45亿观看者和超过百万的订阅者。这个混合MV是施耐特利用视频编辑，创造了由一个人演唱无伴奏的合唱表演的幻象，就像是徐主唱，有很多个一样的人完成多重唱（其实都是徐一人完成）。他们这个混合MV描述了同一时间好似几个克隆人在合唱。这个视频就像病毒一样传播到一些国家电视台。包括奥普拉脱口秀和艾倫·狄珍妮秀秀。2011年2月3号，施耐特制作了徐翻唱《Hold It Against Me》的MV，宋唱歌和演奏钢琴，施耐特使用敲打乐器。这个视频则上了小甜甜布兰妮的官方主页。
制作MV受到的超高人气鼓舞了他们去其他项目发展。拍摄独立的电影、学校音乐剧，以学校音乐剧为主题的一系列电影，已经在2010年的夏天拍摄以及后期制作完成。一系列的幕后画面，录音以及旁白都由尼克·尤哈斯（Nick Uhas）制作，已经发布在YouTube了。2010年9月之后，施耐特和宋开始发布一些他们原创的歌曲。
施耐特也和其他一些音乐人合作音乐MV，一些比较受欢迎的MV有和克里斯蒂娜·圭密合作翻唱麥莉·希拉的歌曲集錦，也和山姆·徐和克里斯蒂娜·圭密一起翻唱《Just A Dream》（施耐特播放次数最多的视频）。
他还模仿了臭名昭著的「星期五」被称为是「无效射线」。此外，他还和蒂芬妮·沃德合作演唱泰勒·斯威夫特（的歌曲集錦。和馬提塞合作演唱蕾哈娜的歌曲集錦。他还和馬克斯·施耐德（Max Schneider）合作过多次。馬克斯·施耐德（Max Schneider）也是一位制作包括山姆·徐和其他一些耶鲁学生在内的耶鲁大学音乐入学视频的助理制片人。
2018年9月15日施耐特參加YouTube FanFest台北站與魚乾同台合作。
2020年6月3日入驻哔哩哔哩。

## 作品
2015年，施耐特幫瑞典已故電子音樂人、DJ和詞曲作家艾維奇（Avicii）製作「等愛」（Waiting for Love）的360度MV，該歌曲收錄在艾維奇的第二張專輯《Stories》。
2018年3月7日，施耐特在頻道上傳和Casey Breves和Jasmine合作翻唱的周杰倫的《告白氣球 Love Confession》
2019年3月，施耐特與滴妹翻唱岑寧兒的《追光者 Light Chaser》。
2019年4月27日，施耐特在頻道上傳了自己與 Jason Chen、Katherine Ho 翻唱的周興哲的《怎麼了 What's Wrong》。
2019年10月8日，施耐特在頻道上傳翻唱版的周杰倫《說好不哭 Won't Cry》。

## 外部連結
- YouTube上的Kurt Hugo Schneider
- 库尔特·雨果·施耐特的哔哩哔哩个人空间